# 私という他人
『私という他人』（わたしというたにん）は、1974年1月18日から4月12日までTBS系列で金曜日午後10時(JST)から1時間枠で放送されていたテレビドラマ。

## 概要
ハーヴェイ・M. クレックレー、コーベット・H. セグペン（ともに精神科医）の著書を原案とした、多重人格者を描いたサスペンス的要素を含むドラマ。
三田佳子が多重人格者である妻を演じていた。重要な役割を演じる精神科医役には小林桂樹、斉藤美和。

## キャスト
- 村井純子：三田佳子
- 大谷正一：小林桂樹
- 村井豊：山﨑努
- のぶ：七尾伶子
- ：西田敏行

## スタッフ
- 原案：ハーヴェイ・M. クレックレー、コーベット・H. セグペン
- 脚本：矢代静一、ジェームス三木
- 演出：坂崎彰、山田和也
- 音楽：武満徹
- 制作：TBS